# Cantone di Moissac
Il Cantone di Moissac è una divisione amministrativa dell'Arrondissement di Castelsarrasin.
È stato istituito a seguito della riforma dei cantoni del 2014, che è entrata in vigore con le elezioni dipartimentali del 2015.

## Composizione
Comprende i comuni di:
- Lizac
- Moissac
- Montesquieu